# Lepidochrysops dukei
Duke’s Blue (Lepidochrysops dukei) là một loài bướm ngày thuộc họ Bướm xanh. Nó được tìm thấy ở Nam Phi, nơi nó được tìm thấy ở West Cape.
Sải cánh dài khoảng 28–29 mm. Con trưởng thành bay từ tháng 8 đến tháng 10 on low altitudes và from mid tháng 11 đến tháng 1 at high altitudes. There is one extended generation per year.
Ấu trùng ăn weevil galls on the hoa of Selago fruticosa.